# Sipaneopsis rupicola
Sipaneopsis rupicola är en måreväxtart som först beskrevs av Richard Spruce och Karl Moritz Schumann, och fick sitt nu gällande namn av Julian Alfred Steyermark. Sipaneopsis rupicola ingår i släktet Sipaneopsis och familjen måreväxter. Inga underarter finns listade i Catalogue of Life.